# داريل جيبسون (لاعب اتحاد الرغبي)
داريل جيبسون (بالإنجليزية: Daryl Gibson)‏ هو لاعب اتحاد الرغبي نيوزيلندي، ولد في 2 مارس 1975 في Lumsden, New Zealand ‏ في نيوزيلندا.

## وصلات خارجية
- داريل جيبسون على موقع دوري الرغبي الممتاز (الإنجليزية)
- داريل جيبسون عل موقع إسبنسكروم (الإنجليزية)
- داريل جيبسون على موقع ItsRugby.co.uk (الإنجليزية)